# Lateinische Aussprache
Die lateinische Aussprache des klassischen Lateins, wie es zu Ciceros und Caesars Zeiten von gebildeten Sprechern ausgesprochen wurde, haben Linguisten auf der Grundlage sprachgeschichtlichen Wissens, der rhythmischen Realisierung im Vers und anderer sprachinhärenter Hinweise rekonstruiert (Pronuntiatus Restitutus). Sie unterscheidet sich sowohl von der im heutigen bundesdeutschen, schweizerischen und österreichischen Unterricht vermittelten Schulaussprache des Lateinischen als auch von der traditionellen deutschen Aussprache des Lateinischen.

## Geschichte und Rekonstruktion
Die im Mittelalter und der frühen Neuzeit übliche Lateinaussprache hatte sich in vieler Hinsicht vom damals nur unzureichend bekannten klassischen Standard entfernt. Im 19. Jahrhundert wurde versucht, wesentliche Merkmale der wissenschaftlich erschlossenen klassischen Aussprache wieder zu ihrem Recht zu bringen. So war bereits gegen Anfang des 20. Jahrhunderts in weiten Teilen Deutschlands die klassisch-lateinische Aussprache des ⟨ᴄ⟩ bzw. c als [k] üblich, wie sie auch von Quintilian (1. Jh. n. Chr.) als Normaussprache bezeugt wird. Aufgrund eines Dekretes der Nationalsozialisten wurde in den dreißiger Jahren die Schul- und Universitätsaussprache des Lateinischen vorübergehend wieder „eingedeutscht“, so dass lateinische Wörter nach deutscher Orthographie- und Aussprachetradition gelesen wurden. Inzwischen hat die klassische Aussprache einiger Phoneme (so etwa ⟨ᴄ⟩ bzw. c als [k] und die getrennte, aber einsilbige Aussprache des Digraphen ⟨ᴀᴇ⟩ bzw. ae als [aɛ̯]) international und auch in Deutschland und der Schweiz an Verbreitung gewonnen. Eine durchgängig (z. B. bei der Aussprache des ⟨ᴠ⟩ neben Vokalen bzw. v als [w]) auf Originaltreue bedachte klassische Aussprache (pronuntiatus restitutus) ist allerdings weiterhin in der Minderheit.
Nach welcher Norm lateinische Texte ausgesprochen werden, richtet sich nach dem Zusammenhang und nach der persönlichen Entscheidung des Sprechers. Die hier beschriebene rekonstruierte klassische Aussprache hat insofern keine allgemeine Verbindlichkeit. Vielmehr ist z. B. bei liturgischen Texten und folglich auch bei geistlicher Vokalmusik die traditionelle deutsche oder auch – sofern der Komponist Italiener war/ist – die italienische Aussprache angebracht. Für den Schulunterricht wiederum ermöglicht die Schulaussprache einen Mittelweg zwischen dem klassischen Ideal und den Aussprachegewohnheiten des Lernenden. Diese Aussprachevarianten sind nicht „falsch“, sondern entspringen einer anderen Tradition, die der Weiterentwicklung des Lateinischen über zwei Jahrtausende zu einem fast ausschließlich schriftlich gebrauchten Idiom auch in der Angleichung der Aussprache an die Volkssprachen folgt.
Die rekonstruierte klassische Aussprache kann jedoch für sich in Anspruch nehmen, einen authentischeren Zugang zu klassischen lateinischen Texten zu bieten. Sie erleichtert zudem die internationale Kommunikation. Zwar wird gegen sie zuweilen angeführt, dass eine fehlerfreie Aussprache des Lateins angesichts der vielen Unsicherheiten ohnehin nicht zu erzielen und bei einer Sprache ohne muttersprachliche Sprecher nicht notwendig sei. Eine Annäherung ist allerdings ohne weiteres zu erreichen und für das Studium mehrerer universitärer Fächer (Indogermanistik, Klassische Philologie, Romanistik, Sprachwissenschaft, Alte Geschichte, Archäologie, Papyrologie und andere mehr) hilfreich.

## Hinweis zur Schreibweise
In folgender Übersicht gilt:
- Die Vokallängen werden nach heute üblichem Gebrauch als Strich (Makron) über dem Buchstaben angegeben.
- Die annähernd phonetische Aussprache nach dem System des Internationalen Phonetischen Alphabets (Zeichenliste) steht zwischen eckigen Klammern.

## Vokale
Es ist sorgfältig zu unterscheiden zwischen langen (productus) und kurzen (correptus) Vokalen. Für die Länge (Quantität) eines Vokals in einem gegebenen Wort gibt es keine einfachen Regeln. Es können zwar Regeln für die Länge von Endvokalen angegeben werden, doch auch hier gibt es zahlreiche Ausnahmen. Bei der Quantität von Vokalen, die nicht in Endposition stehen, muss auf die Angaben eines Wörterbuches vertraut werden.
Die Vokalquantität spielt vor allem in der lateinischen Dichtung eine Rolle, da das Versmaß sich nicht wie im Deutschen an der Betonung der Silben, sondern an der Silbenquantität orientiert, die wieder von der Vokalquantität abhängt: Wenn der Vokal lang ist, so ist die Silbe auch „von Natur aus“ lang (syllaba natura longa), die Umkehrung gilt jedoch nicht.
Doch auch bei der schlichten Wortbedeutung spielt die Quantität eine Rolle, ebenso wie etwa im Deutschen ⟨Bann⟩ [ban] etwas anderes bedeutet als ⟨Bahn⟩ [baːn]: ⟨ᴍᴀʟᴜꜱ⟩ malus „schlecht“ und ⟨ᴍᴀ´ʟᴜꜱ⟩ mālus „Apfelbaum“ unterscheiden sich nur in der Vokalquantität, die aber in den überlieferten Texten meist nicht markiert ist.
Im genannten Beispiel wird man durch den Kontext erschließen können, wovon die Rede ist, es gibt allerdings Fälle, in denen das eventuell nicht möglich ist. So unterscheiden sich zum Beispiel bei ⟨ꜰᴏᴅɪᴛ⟩ fodit „er gräbt“ und ⟨ꜰᴏ´ᴅɪᴛ⟩ fōdit „er hat gegraben“ nur durch den Unterschied des [ɔ] und [oː].
Zur Ermittlung der Vokallänge können poetische Texte herangezogen werden, wobei man vom bekannten Versmaß her auf die Länge einer sonst kurzen Silbe schließen kann. Dabei ergibt sich allerdings das Problem, dass dies eben nur bei sonst kurzen Silben möglich ist. Wenn die Silbe positionslang (syllaba positione longa) ist, das heißt, wenn auf den Vokal zwei Konsonanten folgen, so gilt sie metrisch immer als lange Silbe, unabhängig davon, ob der Vokal lang gesprochen wird (womit die Silbe zusätzlich „naturlang“ wäre) oder auch nicht. In solchen Fällen kann zum Beispiel aufgrund sprachgeschichtlicher Überlegungen auf die Quantität eines Vokals geschlossen werden, jedoch sind solche Schlüsse stets mit Unsicherheiten behaftet, denen dann auch die Angaben in Wörterbüchern unterliegen.

### Abweichungen von der Aussprache des Deutschen
Die Verteilung der Vokallängen und -kürzen weicht von den Regeln ab, die ein deutscher Sprecher zu befolgen gewohnt ist. Insbesondere ist zu beachten:
- Lange Vokale können in jeder Wortsilbe vorkommen, nicht nur in betonten Silben: ⟨ʀᴏ´ᴍᴀ´ɴꟾ⟩ Rōmānī „die Römer“ = [roːˈmaːniː], vīdī „ich habe gesehen“ = [ˈwiːdiː].
- Auf einen langen Vokal kann eine Doppelkonsonanz (die wie im Italienischen gelängt zu sprechen ist) folgen, ohne dass der vorstehende Vokal dabei gekürzt wird: stēlla „Stern“ = [ˈsteːlːa].
- Im Gegensatz zum Deutschen werden betonte Vokale in offenen Silben nicht stets gelängt, vergleiche die lateinischen Wörter und die Aussprache der deutschen Lehnwörter in:
  - lateinisch globus „Kugel“ = [ˈɡlɔbʊs] gegenüber dem deutschen Globus [ˈɡloːbʊs]
  - lateinisch rosa „Rose“ = [ˈrɔsa] gegenüber dem deutschen Rose [ˈʁoːzə]
  - lateinisch Venus [ˈwɛnʊs] gegenüber dem deutschen Venus [ˈveːnʊs]

### Aussprache einzelner Vokale
Die heute übliche Rekonstruktion der einzelnen Vokale geht im Wesentlichen auf die Arbeit des Indogermanisten Sydney Allen zurück. In der Vergangenheit wurden aber auch andere Rekonstruktionsversuche vorgelegt, die sich aber nicht durchsetzen konnten.
- Langes ē ist halbgeschlossen zu artikulieren: ēmī [ˈeːmiː] ‚ich habe gekauft‘ wie im deutschen nehmen [ˈneːmən]
- Kurzes e ist eher halboffen, vergleiche emere [ˈɛmɛrɛ] ‚kaufen‘ wie ä im deutschen Gäste [ˈɡɛstə], aber in unbetonten Silben niemals zu [ə] abgeschwächt
- Langes ō ist halbgeschlossen, vergleiche Rōma [ˈroːma] ‚Rom‘ wie o im deutschen Bohne [ˈboːnə]
- Kurzes o ist eher halboffen, also lat. bonus [ˈbɔnʊs] ‚gut‘ wie o im deutschen Bonn [bɔn]
- Kurzes i ist fast geschlossen auszusprechen, vergleiche it [ɪt] ‚er/sie geht‘ wie i im deutschen Bitte [ˈbɪtə]
- Dasselbe gilt für kurzes u, vergleiche lat. humus [ˈhʊmʊs] ‚Erde‘ wie u im deutschen Fluss [flʊs] oder das u der Schlusssilbe im deutschen Humus [ˈhuːmʊs]
- Die ausschließlich in griechischen Lehnwörtern auftretenden Vokale y und ȳ wurden jeweils als [y] und [yː] ausgesprochen. Bevor der Buchstabe eingeführt wurde, gab man den Laut auch als U wieder, wie man es an Schreibungen wie Odusia erkennt.

### Sonus Medius
In klassischer Zeit wurden die Kurzvokale i und u vor labialen Konsonanten (b, m, p, im Lateinischen auch f, v) wahrscheinlich als [ʏ] gesprochen, wie das ü im Deutschen küssen [kʏsn̩]. Da dieser Laut sozusagen eine Mischung aus i und u darstellt, gab es Uneinigkeiten über die Schreibweise. So werden die Wörter documentum, optimus, lacrima auch geschrieben: docimentum, optumus, lacruma. Dieser sogenannte Sonus Medius entwickelte sich aus einem historischen kurzen /u/, welches später durch Vokalreduktion zu einem Vorderzungenvokal wurde. In der Umgebung labialer Konsonanten ist dieser Laut zwar auch nach vorne verschoben worden, hat aber wahrscheinlich eine gewisse Rundung bewahrt. Den Römern war der Umstand bekannt, dass sie für den Sonus Medius keinen eigenen Buchstaben besaßen. Kaiser Claudius bemühte sich durch die Einführung neuer Buchstaben diesen Umstand zu beheben, konnte sich aber nicht durchsetzen.

## Diphthonge
Außer dem sehr seltenen ui und ei existieren im Latein nur noch vier Diphthonge:
- au wie in lat. aurum „Gold“ = [ˈaʊ̯rʊm] wie au im deutschen Haus [haʊ̯s]
- ae ist im dritten Jahrhundert v. Chr. aus älterem ai entstanden. Während es im Vulgärlatein wohl seit dem 2. vorchristlichen Jahrhundert zu [ɛː] monophthongiert wird, betonen lateinische Schriftsteller noch bis ins 2. Jahrhundert n. Chr. die diphthongische Aussprache, also eine einsilbige Folge von kurzem [a] und einem [ɛ] als die für gehobene Sprache korrekte:[8] z. B. lat. maestus „traurig“ = [ˈmaɛ̯stʊs], beinahe wie ei im deutschen meist [maɪ̯st].
- Das seltene, fast nur in griechischen Lehnwörtern vorkommende eu ist eine einsilbige Folge von kurzem, halboffenem [ɛ] und einem [ʊ], also Eurōpa „Europa“ = [ɛʊ̯ˈroːpa], wie es zum Beispiel im Italienischen bis heute ausgesprochen wird, aber auf keinen Fall ein deutsches eu wie in Europa [ɔʏ̯ˈʁoːpa]
- oe entspricht mehr oder weniger dem deutschen Diphthong eu, ist also eine einsilbige Folge von kurzem, halboffenem [ɔ] und einem [ɛ], vergleiche lat. poena „Strafe“ = [ˈpɔɛ̯na] beinahe wie eu im deutschen Europa [ɔʏ̯ˈʁoːpa], aber es ist keinesfalls als [ø] auszusprechen.

Nach Ansicht von Altphilologe Axel Schönberger standen die Schreibungen ⟨ae⟩ / ⟨ai⟩ bzw. ⟨oe⟩ / ⟨oi⟩ seit mindestens dem dritten Jahrhundert vor Christus – ebenso wie im westgriechischen Alphabet des böotischen Griechisch und damit auch in großen Teilen der Magna Graecia Italiens – für Monophthonge. Der übliche Ansatz einer diphthongischen Aussprache für das ältere Latein sei falsch. Als Beleg kann man anführen, dass das lateinische Wort für Heu faenum schon früh als fēnum wiedergegeben wurde – ein Hinweis, dass zumindest im bäuerlichen Bereich ein Lautwandel stattgefunden habe.

## Konsonanten
- f: Es wird angenommen, dass es ausgesprochen wurde wie deutsch [f], doch ist dies nicht erwiesen; möglich wäre auch die Aussprache [ɸ].
- h wurde in klassischer Zeit zumindest von den oberen Schichten und am Wortanfang noch wie ein deutsches [h] (oder allenfalls etwas schwächer) artikuliert; bei der Unterschicht war es bereits zur Zeit Catulls (84–54 v. Chr.) verstummt.[10]
- l hatte zwei verschiedene Aussprachen:
  - vor [i] sowie als langes ll: wie deutsches [l], vergleiche
    - fīlius „Sohn“ = [ˈfiːlijʊs]
    - bellus „schön“ = [ˈbɛlːʊs] ähnlich wie deutsch Elle = [ɛlə], aber mit gelängtem l

  - in allen anderen Fällen: als velares [ɫ], auch „Meidlinger L“ genannt, vergleiche cūlus „Arsch“ = [ˈkuːɫʊs]; lūna „Mond“ = [ˈɫuːna], ähnlich wie l in Englisch well „gut“ [wɛɫ] oder kölsch kölsch [kœɫʃ]
- m wurde wie deutsch [m] ausgesprochen, war aber am Wortende außer bei einsilbigen Wörtern weitgehend verstummt; zum Teil dürfte der Vokal davor nasaliert ausgesprochen worden sein, vergleiche lateinisch Rōmam (Akkusativ Singular) = [ˈroːmã(m)] oder vor allem in weniger sorgfältiger Aussprache = [ˈroːma]. Am Silbenende wurde m, wenn ein Konsonant folgt, an diesen assimiliert (ähnlich wie der Anusvara des Sanskrit, im Wortinnern); vergleiche die Schreibungen eandem oder ’hanc, wobei bei letzterem Wort n für den velaren Laut [ŋ] steht. Vermutlich war dies auch der Fall, wenn auf ein Wort mit m am Ende eines mit konsonantischem Anfang folgt; vergleiche lateinisch tum dīxit = [tʊnˈdiːksɪt] oder [tʊnˈdiːsːɪt] und so weiter. Daher rührt Ciceros volksetymologische Herleitung, man sage nobiscum statt cum nos, da es andernfalls wie cunno bis („zwei Mal mit der Vulva“) klänge.[11]
- n wird wie im Deutschen ausgesprochen, außer in den Konsonantengruppen ns und nf, wo es in klassischer Zeit wenn überhaupt, dann höchstens noch ganz schwach artikuliert wurde, während dafür der davor stehende Vokal sicher mehr oder weniger deutlich nasaliert und immer gelängt ausgesprochen wurde, vergleiche lateinisch ānser „Gans“ = [ˈãːnsɛr] oder sogar [ˈãːsɛr] ähnlich wie an im französischen pantalon „Hose“ = [pɑ̃taˈlɔ̃].
- p wird stets unaspiriert ausgesprochen, also wie im Französischen, vergleiche lateinisch pūrus „rein“ = [ˈp⁼uːrʊs] wie im französischen pur = [p⁼yːʀ], aber nicht wie im deutschen pur = [pʰuɐ]. Nach Ansicht mancher wird p auch als lediglich orthographisches Zeichen hinter m verwandt, um eine entnasalisierte Aussprache des m anzuzeigen: lateinisch sūmptus  „genommen“ = [suːmtus]. Sprachhistorisch findet sich allerdings ein solches Phänomen der p-Beimischung nach dem Konsonanten m auch bei anderen Sprachen; vgl. hierzu: „Thompson“. Daher kann auch nicht ohne weiteres angenommen werden, dass es im Lateinischen auf keinen Fall gesprochen werden sollte.
- r wurde nicht mit dem Halszäpfchen, sondern mit der Zungenspitze gerollt (wie heute im Italienischen oder Spanischen und noch häufig in Bayern und Teilen der Schweiz), vergleiche Rōma „Rom“ = [ˈroːma] wie im Italienischen.
- Die genaue Artikulation von s ist umstritten:
  - Es wurde wohl immer als stimmloser Konsonant artikuliert, so auf jeden Fall am Wortanfang und -ende beziehungsweise vor einem Konsonanten, vergleiche sōl „Sonne“ = [soːɫ], also wie s im englischen cent = [sɛnt]. Es ist möglich, doch nicht bewiesen, dass ein einfaches s im Wortinnern zwischen Vokalen stimmhaft werden konnte, so vielleicht rosa „Rose“ = [ˈrɔsa] oder [ˈrɔza];
  - Schließlich ist es wahrscheinlich, dass das s, ob stimmlos oder stimmhaft, gar nicht wie [s] oder [z] ausgesprochen wurde, sondern wie [ʂ], das schwedisch rs entspricht. Entsprechend hätte lateinisch īnsula „Insel“ wahrscheinlich wie [ˈĩːnʂʊɫa] geklungen.
- t ist wie p unaspiriert, vergleiche lateinisch tālis „solch“ = [ˈtaːlɪs] mit dem deutschen Taler = [ˈtʰaːlɐ].
- Im Lateinischen gibt es keine Glottisschläge („Knacklaute“), wie sie von vielen Muttersprachlern des Deutschen automatisch vor jeden vokalischen Anlaut gesetzt werden, ohne dass sie sich dessen bewusst sind oder die von ihnen gesprochenen Knacklaute hören. Da diese Knacklaute von fast allen Deutschen unwillkürlich vor einem mit Vokal beginnenden Wort gesprochen werden, ergibt sich hieraus ein starker deutscher Akzent insbesondere in allen romanischen Sprachen und im Lateinischen. Behelfsmäßig kann der Deutsche alle diese Wörter mit beginnendem h aussprechen (vgl. den Unterschied zwischen dt. „Hain“ und „ein“), was den Knacklaut vermeidet und deutlich näher an der originalen Aussprache liegt (aber natürlich letztlich auch falsch ist).
- Sehr wohl besaß das Lateinische offenbar eine Auslautverhärtung (z. B. wird im Deutschen Rad als [ʁaːt] ausgesprochen), die in den heutigen romanischen Sprachen unüblich geworden ist.[12]

### Buchstabenverbindungen
- Alle doppelt geschriebenen Konsonanten werden gelängt ausgesprochen, vergleiche lateinisch crassus „dick“ = [ˈkrasːʊs], repperit „er/sie hat gefunden“ = [ˈrɛpːɛrɪt].
- c entsprach in klassischer Zeit stets einem unaspirierten deutschen k, also lateinisch cinis „Asche“ = [ˈkɪnɪs].
- i wird in der Nachbarschaft von Vokalen als [j] ausgesprochen, vergleiche
  - am Wortanfang: lateinisch iūstus „gerecht“ = [ˈjuːstʊs] wie j im deutschen just [ˈjʊst]
  - im Wortinneren zwischen Vokalen höchstwahrscheinlich als langes [jː], vergleiche eius „sein/ihr“ = [ˈɛjːʊs],
  - im Wortinnern zwischen Konsonant und Vokal: als Folge [ij], vergleiche fīlius „Sohn“ = [ˈfiːlijʊs] (dreisilbig)
  - Davon auszunehmen sind griechische Lehnwörter und künstlerische Freiheiten in der Dichtung. In Vergils Aeneis wird Iulus durchgehend als [iˈuːɫ̪ʊs̠] gelesen. Der römische Vorname scheint lange Zeit ein dreisilbiges Wort gewesen zu sein.[13]
- gn wird artikuliert wie eine deutsche Folge von velarem ng plus n, also lateinisch īgnis „Feuer“ = [ˈiːŋnɪs]; ein vor gn stehender Vokal ist lautgesetzlich immer lang.
- qu ist der labialisierte Velar [⁠kʷ⁠], also lateinisch quis „wer“ = [kʷɪs].
- ti wird in klassischer Aussprache als nicht aspirierter Dental mit folgendem i oder j [tɪ] oder [tj] ausgesprochen.
- u neben einem Vokal (beziehungsweise, in grafisch stark modernisierten Texten, v) wird nicht als [v] wie w im deutschen Wein = [vaɪ̯n], sondern als [w] (Labialisierter stimmhafter velarer Approximant) wie w in Englisch well „gut“ = [wɛɫ] ausgesprochen; vergleiche lateinisch uespa (auch geschrieben vespa) „Wespe“ = [ˈwɛspa] (oder [ˈwɛʂpa]) wie w im englischen wasp [wɒsp]; lateinisch uallum (beziehungsweise vallum) „Wall“ = [ˈwalːʊ(m)] wie w im englischen wall [wɔːɫ].
- Folgten nach Verbindungen wie su und gu ein weiterer Vokal, dürfte das u wie in qu als velarer Approximant ausgesprochen worden sein. Das wird dadurch ersichtlich, dass Wörter wie suavis oder sanguis als zweisilbige Wörter in der Dichtung gelesen werden.
- Es gibt Hinweise dafür, dass Buchstabenverbindungen wie guu und quu durch Dissimilation als gu und qu gelesen worden. Das wird dadurch belegt, dass equus und unguunt (die im Altlateinischen noch equos und unguont geschrieben wurden) gelegentlich als Alternativschreibung ecus und ungunt haben. Secundus wird nicht Sequundus geschrieben, obgleich es mit sequi etymologisch verwandt ist.

Aus alledem ergibt sich, dass beispielsweise der Name des berühmten Diktators, Caesar, im Latein zu Caesars Zeiten wohl ungefähr wie [ˈkaɛ̯sar] oder [ˈkaɛ̯zar] ausgesprochen wurde. Diese Aussprache stimmt nicht mit der Schulaussprache [ˈkʰaɪ̯zɐ] oder [ˈkʰɛːzɐ] oder [ˈtsɛːzɐ] überein.

## Betonungsregeln

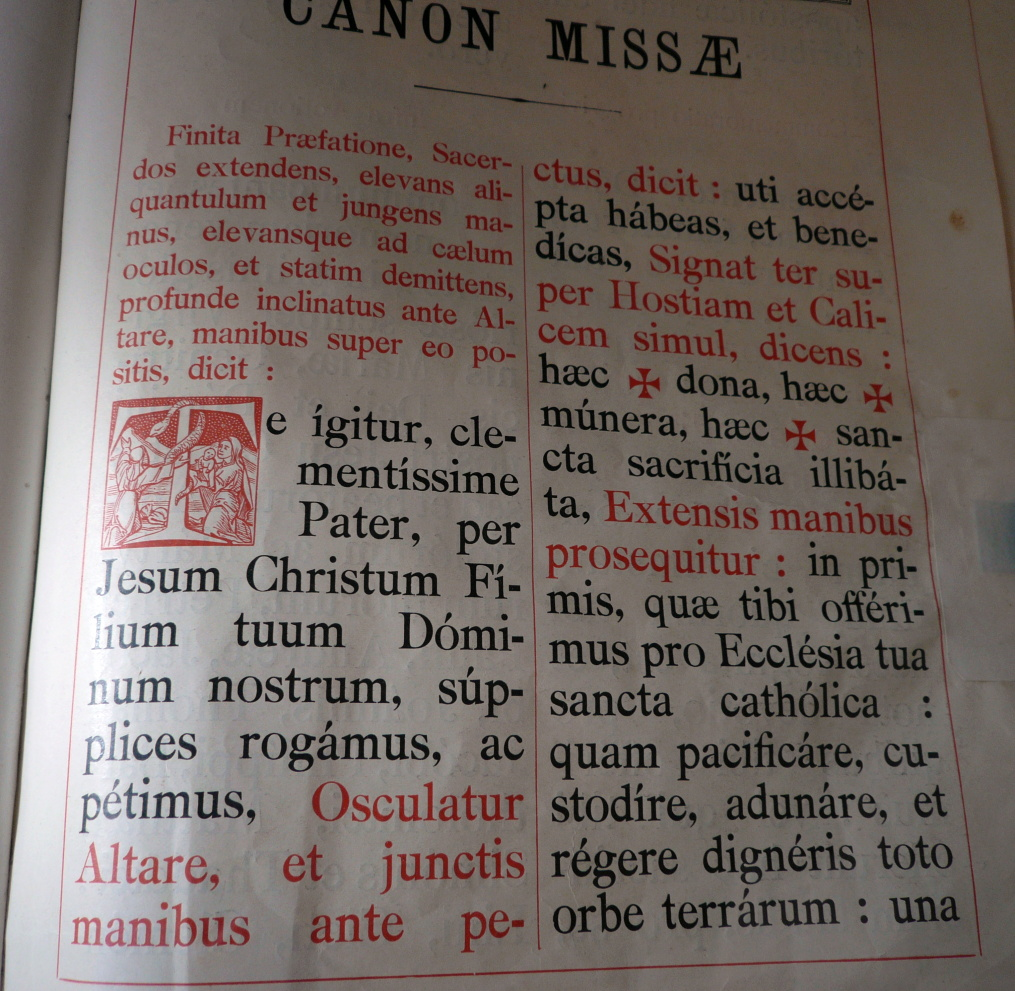
Betonungszeichen in einem lateinischen Messbuch

Bei der Betonung lateinischer Wörter sind zunächst zwei Probleme zu unterscheiden:

### Welche Silbe betont wird
Bei mehrsilbigen Wörtern fällt der so genannte Wortakzent meist auf die vorletzte oder auf die drittletzte Silbe; in seltenen Fällen steht er auch auf der letzten Silbe.
Eine Betonung auf der letzten Silbe ist bei mehrsilbigen Wörtern also durchaus möglich; dies betrifft vor allem Wörter, deren letzte Silbe fortgefallen ist, zum Beispiel: adhuc oder vidistin (= vidistine), aber auch Endbetonungen zur Vermeidungen von Homonymenkonflikten wie érgō (Konjunktion) vs. ergô (Postposition) oder círcum (Akkusativ Singular) vs. nachgestelltem circúm (Präposition). Auch Eigennamen wie Maecēnās wurden antiken Zeugnissen zufolge (siehe Schönberger 2010) endbetont: Maecēnâs. Eine Endbetonung von Kasusformen ist dagegen immer unhistorisch und falsch. Die Akzentuierung lateinischer Wörter kann sich innerhalb phonetischer Wörter ändern, da in bestimmten Fällen Pro- oder Enklise eintritt. Keine Akzentänderung tritt in Versen ein, da die lateinische Dichtung nichts mit der Betonung der Wörter zu tun hat, sondern auf einer festgelegten Folge von kurzen und langen Silben beruht, welche die natürlichen Wortakzente unverändert lässt.
Die Entscheidung, welche Silbe bei mehrsilbigen Wörtern zu betonen ist, hängt allein von der vorletzten Silbe ab (sogenannte Pänultimaregel):
- Die vorletzte Silbe ist betont, wenn
  - das Wort zweisilbig ist, beispielsweise in Rō-ma „Rom“ = [ˈroːma];
  - die vorletzte Silbe einen langen Vokal hat, vergleiche Rō-mā-nus „Römer“ = [roːˈmaːnʊs], can-dē-la „Leuchte“ = [kanˈdeːɫa]; sind in einem Text keine Vokallängen angegeben, ist die sogenannte Quantität des Vokals, also dessen Länge oder Kürze, dem Wortkörper nicht anzusehen;
  - die vorletzte Silbe einen Diphthong hat, beispielsweise in in-cau-tus „unvorsichtig“ = [ɪŋˈkaʊ̯tʊs];
  - die vorletzte Silbe „geschlossen“ ist, das heißt, mit einem Konsonanten endet, dem mindestens ein (Anfangs-)Konsonant der letzten Silbe folgt, vergleiche ter-res-tris „irdisch“ = [tɛrˈrɛstrɪs], a-man-tur „sie werden geliebt“ = [aˈmantʊr]. Wie im lateinischen cerebrum „Hirn“ = [ˈkɛrɛbrʊ(m)], bewirkt die Verbindung einer Muta (b) und einer Liquida (r) jedoch keinen Silbenschluss (br), daher wird die drittletzte Silbe betont.
- In den meisten anderen Fällen ist die drittletzte Silbe betont, vergleiche exer-ci-tus „Heer“ = [ɛkˈsɛrkɪtʊs], exer-ci-tu-um (Genitiv Plural) = [ɛksɛrˈkɪtʊʊ(m)].

### Natur des Akzents
Über die Frage, wie die betonte Silbe hervorgehoben wurde, herrscht unter den Experten keine Einigkeit. Manche, wie Raphael Kühner und Friedrich Holzweissig nehmen an, dass das Latein im Gegensatz zum Deutschen und ähnlich wie das Altgriechische eine Sprache mit melodischem Akzent war, in der die betonte Silbe nicht durch eine Erhöhung der Lautstärke, sondern durch eine Veränderung des Stimmtons gekennzeichnet wird. Beim Wort Rō-ma = [ˈroːma] wäre demnach die erste More der betonten Silbe ro- mit anderer Tonhöhe gesprochen worden als das folgende -ma. Als Argument dafür wird unter anderem angeführt, dass die lateinische Metrik quantitierend und nicht akzentuierend war und typische Auswirkungen eines dynamischen Akzents wie regelhafte Synkopen und Abschwächung unbetonter Vokale fehlen. W. S. Allen (siehe Literatur) hingegen meint, dass die Fakten eher für einen dynamischen Akzent sprechen. Axel Schönberger (siehe Literatur) stellt die Aussagen von zehn antiken Fachschriftstellern (von Quintilian bis zu Priscian) zusammen, die allesamt einen melodischen Akzent des Lateinischen bezeugen, wobei der Hochton lediglich eine More dauern konnte, so dass das Wort Rō-ma wie folgt zu akzentuieren ist: Rôma (in Morenschreibweise: Róòma), während etwa Athēnae einen Akutakzent trägt:
Athénae (in Morenschreibweise: Atheénae). Schönberger geht des Weiteren davon aus, dass es im archaischen Latein niemals eine Anfangsbetonung gab, sondern von der indogermanischen Grundsprache bis ins Klassische Latein ein melodischer Akzent vorherrschte, der im älteren Latein bis zur viertletzten Silbe zurücktreten konnte; die Behauptung einer zeitweisen Anfangsbetonung im Lateinischen sei eine äußerst unwahrscheinliche Hypothese ohne hinreichende Evidenz.

### Enklitika
Ähnlich wie das Griechische besitzt das Lateinische auch Klitika, die sich im Gegensatz zu ersterem auch im Schriftbild niederschlagen (z. B. senatus populusque Romanus). Da Klitika sich dadurch auszeichnen, über keine Betonung zu verfügen, sondern sich an ein nachfolgenden oder vorangehendes Wort anzulehnen, ist dies bei der Akzentbetonung zu berücksichtigen. So wird populúsque in der vorletzten Silbe betont.

### Lehnwörter
Die Akzentregeln gelten auch für entlehnte Wörter. So wird Aristoteles im Deutschen und Lateinischen als Aristóteles betont, obgleich die griechische Schreibung griechisch Ἀριστοτέλης Aristotélēs einen Akzent beim ersten E vorgibt.

## Worttrennung
All diese erläuterten Aussprache- und Betonungsregeln sind abhängig von der konkreten Worttrennung. In manchen Fällen lässt sich daher die Aussprache nicht mehr eindeutig entscheiden oder es gibt mehr als eine Variation. Abhängig von der Worttrennung wurde quemadmodum/quemadmodum wohl als [kʷɛˈmadmɔdũ] oder [kʷadmɔdũ] ausgesprochen.